# David Verburg
David Verburg (né le 14 mai 1991 à Lynchburg) est un athlète américain, spécialiste du 400 mètres.

## Biographie
Il remporte la médaille d'or du relais 4 × 400 m lors des championnats du monde juniors de 2010, à Moncton au Canada. En 2012, lors des championnats de la NACAC des moins de vingt-trois ans, à Irapuato au Mexique, il s'adjuge les titres du 400 m et du 4 × 400 m.
David Verburg descend pour la première fois de sa carrière sous les 45 secondes au 400 m en juin 2013 à l'occasion des championnats des États-Unis de Des Moines, en établissant la marque de 44 s 75 en demi-finale. Il termine ensuite sixième de la finale en 45 s 34. Il participe aux championnats du monde 2013, à Moscou, et remporte la médaille d'or du relais 4 × 400 m en compagnie de Tony McQuay, Arman Hall et LaShawn Merritt, dans le temps de 2 min 58 s 71, devant la Jamaïque et la Russie.
Deuxième du 400 m lors des championnats des États-Unis en salle 2014, derrière son compatriote Kyle Clemons, il est sélectionné pour les championnats du monde en salle de Sopot en Pologne. Il se classe quatrième du 400 m et remporte la médaille d'or de l'épreuve du relais 4 × 400 mètres en compagnie de Kyle Clemons, Kind Butler III et Calvin Smith Jr. L'équipe américaine, qui devance le Royaume-Uni et la Jamaïque, établit un nouveau record du monde en 3 min 2 s 13.
Il remporte le titre du relais 4 × 400 m lors de la première édition des relais mondiaux, en 2014 à Nassau, et conserve son titre en 2015. Fin juin 2015, au cours des championnats des États-Unis à Eugene, David Verburg porte son record personnel sur 400 m à 44 s 41, avant de remporter la finale en 44 s 63, devant LaShawn Merritt et Vernon Norwood. 

## Vie privée
Sa fiancée est la coureuse de 400 m haies Cassandra Tate.

## Palmarès

### International
| Date | Compétition                    | Lieu           | Résultat | Épreuve   | Temps         |
| ---- | ------------------------------ | -------------- | -------- | --------- | ------------- |
| 2010 | Championnats du monde juniors  | Moncton        | 1er      | 4 × 400 m | 3 min 04 s 76 |
| 2013 | Championnats du monde          | Moscou         | 1er      | 4 × 400 m | 2 min 58 s 71 |
| 2014 | Championnats du monde en salle | Sopot          | 4e       | 400 m     | 46 s 21       |
| 2014 | Championnats du monde en salle | Sopot          | 1er      | 4 × 400 m | 3 min 02 s 13 |
| 2014 | Relais mondiaux de l'IAAF      | Nassau         | 1er      | 4 × 400 m | 2 min 57 s 25 |
| 2015 | Relais mondiaux de l'IAAF      | Nassau         | 1er      | 4 × 400 m | 2 min 58 s 43 |
| 2015 | Championnats du monde          | Pékin          | 1er      | 4 × 400 m | 2 min 57 s 82 |
| 2015 | DécaNation                     | Paris          | 1er      | 400 m     | 45 s 00       |
| 2016 | Jeux olympiques                | Rio de Janeiro | 1er      | 4 x 400 m | séries        |
| 2017 | Relais mondiaux de l'IAAF      | Nassau         | 1er      | 4 × 400 m | 3 min 02 s 13 |

### National
- Championnats des États-Unis d'athlétisme :
  - vainqueur du 400 m en 2015

## Records
| Épreuve | Épreuve   | Performance | Lieu        | Date            |
| ------- | --------- | ----------- | ----------- | --------------- |
| 400 m   | Plein air | 44 s 41     | Eugene      | 25 juin 2015    |
| 400 m   | Salle     | 45 s 62     | Albuquerque | 23 février 2014 |